# G세대
G세대는 1988년 서울 올림픽을 전후로 태어난 세대를 이르는 말로, 조선일보 창간 80주년을 맞이 기획기사를 통해 명명되며 사용되기 시작하였다.
글로벌 마인드를 갖추고, 녹색성장 시대의 어른이 되는 G세대는 긍정의 힘과 낙천적인 성향, 자신감, 외국어 구사 능력, 컴퓨터 사용 능력 등의 강점을 가지고 있다는 평가를 받고 있다.
2010년 현재 20대를 지칭하는 '88만원 세대'라는 부정적인 단어에 대비되어, 긍정적인 한국의 성장동력으로 꼽히기도 한다.